# Carmelo Cabrera Domínguez
Carmelo Cabrera Domínguez (Las Palmas de Gran Canaria, España, 6 de enero de 1950) es un exjugador de baloncesto español. Destacó en el Real Madrid en los años 1970.

## Trayectoria
Nacido en Las Palmas de Gran Canaria, dio sus primeros pasos baloncestísticos en el equipo del colegio Claret de dicha ciudad, para luego ingresar en el equipo júnior del Real Madrid con apenas 18 años.
Tardó sólo 3 meses en incorporarse a la primera plantilla madridista, donde se convirtió en uno de los pilares del equipo que dominaba el panorama europeo de la época y alcanzando la fama como jugador habilidoso, creativo e imaginativo y excepcional pasador.
Casi igual de rápido alcanza la internacionalidad y con 20 años debuta con la Selección Nacional Absoluta el 1 de mayo de 1970 en partido amistoso en Badalona frente a Uruguay (España 88 - Uruguay 69).
El 16 de julio de 1978 obtiene el título de entrenador Nacional de Baloncesto y años más tarde por convalidación el de Entrenador Superior.
Al terminar su periplo por el equipo madrileño en 1979 continúa su carrera en el club de Valladolid, entonces denominado Miñón, coincidiendo con Nate Davis, otro malabarista del balón.
Dos años más tarde se convierte en el líder del Club Baloncesto Canarias de La Laguna donde pasa las últimas de sus 20 temporadas en la élite del baloncesto español, club en el que fue máximo asistente en las ligas 1983-84 y 1984-85 repartiendo 97 asistencias en cada una.

## Vida posterior
Se retira oficialmente del baloncesto profesional el 23 de abril de 1988, tras lo cual se dedica a ejercer como perito mercantil y licenciado en Ciencias Empresariales, titulación que le valió, entre otras cosas, para ser mánager general del Tenerife N.º 1 de baloncesto ACB en la temporada 1989-90.
Durante varias temporadas fue comentarista de baloncesto de la cadena de Televisión Autonómica de Canarias.
Fue miembro del comité federal del partido CCN, del que fue presidente de la agrupación electoral de Las Palmas de Gran Canaria y candidato a la alcaldía de dicha ciudad en las elecciones municipales de 27 de mayo de 2007, si bien no consiguió el acta de concejal.

## Selección nacional
Fue internacional 102 veces con España, debutó el 1 de mayo de 1970 en Badalona (España 88 - Uruguay 69). Su último partido fue el 24 de septiembre de 1977 en Lieja (España 106 - Finlandia 89). También fue internacional con la Selección Europea en un partido contra el  Maccabi Tel-Aviv en 1975.

## Palmarés
- 10 Ligas Españolas (1969, 1970, 1971, 1972, 1973, 1974, 1975, 1976, 1977, 1979)
- 7 Campeonatos de Copa (1970, 1971, 1972, 1973, 1974, 1975 y 1977)
- 2 Copa de Europa (1974, 1978).
- 3 Copas Intercontinentales: (1976, 1977, 1978)
- 1 Medalla de Plata con la Selección Nacional en el Eurobasquet Barcelona-73
- 1 Campeonato de Liga de Primera División B con el C. B. Canarias en la temporada 1985-86
- 1 Campeonato de España Juvenil con el C. N. Metropole en la temporada 1966-67
- 2 veces líder en asistencias de la liga ACB con el C. B. Canarias en las temporadas 1983-84 y 1984-85 (97 asistencias en ambas)
- 7.º mejor jugador de la historia del Real Madrid.[4]

## Reconocimientos
- El 17 de diciembre de 2002 el Ayuntamiento de Las Palmas de Gran Canaria le concedió la "Medalla de Oro" al Mérito Deportivo.
- El 24 de junio de 2015 fue nombrado por el Ayuntamiento de Las Palmas de Gran Canaria "Hijo Predilecto" de la Ciudad.[5]
- El 14 de agosto de 2022 recibió el galardón de "Leyenda deportiva nacional", de la Federación Española de Baloncesto, en Las Palmas de Gran Canaria.[6]